# Abraham Lake (North Saskatchewan River)
Der Abraham Lake ist ein Stausee des North Saskatchewan River im Clearwater County im Westen der kanadischen Provinz Alberta. Er ist der größte künstlich angelegte See in Alberta.

## Geographie
Die Wasserfläche des Abraham Lake erstreckt sich über ca. 52 km² und ist 28,7 km lang. Am linken Seeufer verläuft der David Thompson Highway. Der Stausee liegt im östlichen Randgebirge der Kanadischen Rocky Mountains auf einer Höhe von 1312 Metern über dem Meeresspiegel. Am Westufer erheben sich von Norden nach Süden der Abraham Mountain, der Elliott Peak und der Mount Ernest Ross, im Osten der Mount Michener. Innerhalb der Verwaltungsgliederung Albertas liegt der Abraham Lake im Westen des Clearwater County etwa 25 km östlich der Grenze zum Banff-Nationalpark. An das östliche Seeufer grenzt die Douglas Fir Natural Area an. Etwa 35 km nordöstlich befindet sich mit dem Weiler Nordegg die nächstgelegene bewohnte Siedlung.

## Bighorn Dam
Der Abraham Lake entstand durch Aufstauung des North Saskatchewan River am Bighorn Dam, der 1972 von TransAlta errichtet wurde. Der Staudamm liegt am Windy Point am Westufer des Sees und ist 90 Meter hoch. Das Wasserkraftwerk des Bighorn Dam dient der Energiegewinnung aus Wasserkraft und erzielt eine Leistung von 120 Megawatt. Es erzeugt jährlich 408.000 Megawattstunden an Energie und ist damit das leistungsstärkste Wasserkraftwerk von TransAlta.

## Seefauna
Im See vorkommende Fischarten sind Dolly-Varden-Forelle, Regenbogenforelle, Cutthroat-Forelle, Bachsaibling, Amerikanischer Seesaibling, Rhinichthys cataractae, Catostomus catostomus, Couesius plumbeus (Lake chub), Catostomus commersonii (White sucker), Catostomus platyrhynchus (Mountain sucker) und Prosopium williamsoni (Mountain Whitefish).

## Namensherkunft
Der See ist nach dem 1871 geborenen Silas Abraham benannt, der am Ende des 19. Jahrhunderts ein Einwohner des Tals des North Saskatchewan River war. Der Name wurde in einem Benennungswettbewerb ausgewählt, der von der Regierung Albertas ausgeschrieben wurde.

## Methanblasen
Der Abraham Lake ist bekannt für ein natürliches Phänomen, welches sich dort im Winter beobachten lässt. Bakterien am Grund des Sees stoßen ganzjährig Methan aus, welches innerhalb der Wassersäule aufsteigt. Im Winter erreicht das Gas so kältere Gewässerschichten, in denen es zu milchigen Bläschen gefriert. Aufgrund der hohen Windgeschwindigkeiten in der Region ist das Eis, das sich auf dem See bildet, sehr klar, sodass man die entstehenden Bläschen auch von der Oberfläche aus beobachten kann. Aufgrund dieser Begebenheiten ist der Abraham Lake bei Fotografen zu einem beliebten Ziel geworden.